# Dirar Abu Sisi
Dirar Abu Sisi o Abu Seesi (en árabe: ضرار أبو سيسي; n. en 1969 en Jordania) es un ingeniero palestino que trabajaba como subdirector de la única central eléctrica en la Franja de Gaza, la cual provee el 25% de la energía a Gaza. En febrero de 2011, emigró a Ucrania, de donde proviene su esposa, Verónika Abu Sissi, debido a que consideró que Gaza no era un lugar seguro para criar a sus seis hijos. El 19 de febrero de 2011 desapareció en Poltava: luego apareció en una prisión israelí, acusado de colaborar con Hamás. y fue condenado a 21 años de cárcel el 30 de marzo de 2015.

## Captura
La noche del 18 de febrero de 2011, Dirar Abu Sisi abordó un tren con dirección a Kiev, en donde se reuniría con su hermano Yussef, quien residía desde hacía años en los Países Bajos. Según testigos, alrededor de la 1 a. m. del 19 febrero, dos hombres vestidos de civil se aproximaron a Abu Sisi y lo escoltaron fuera del tren.
El 4 de abril fue acusado en Israel por su supuesta ayuda a Hamás. El ingeniero palestino «participaba desde comienzos de 2002 en el desarrollo de misiles que iban a ser lanzados desde Gaza contra el Estado de Israel». El proceso se llevará a cabo en el distrito de Beerseba. El abogado de Verónica Abu Sisi afirma que el Mosad secuestró a su marido en Ucrania.